# Leif Karlsson
Leif Karlsson (* 29. März 1952 in Emmaboda) ist ein ehemaliger schwedischer Fußballspieler und -trainer. Derzeit ist er bei AIK Verantwortlicher für den Jugendfußball.

## Laufbahn
Karlsson kam 1964 in die Jugendabteilung von AIK. Hier durchlief der Torwart alle Jugendmannschaften und gehörte ab 1972 dem Kader der Erstligamannschaft an. Sein Debüt in der Allsvenskan feierte er am 3. September 1972 beim 1:1-Unentschieden gegen Örebro SK. Zunächst blieb er jedoch hinter Ronny Gustafsson nur Ersatztorwart. Erst ab 1975 kam es zwischen den beiden zu einem richtigen Duell, das nach zwei Jahren, in denen beide etwa gleich viel Spiele absolvierten, zu Gunsten von Karlsson entschieden wurde. Im August 1979 bremste jedoch ein schwerer Knieschaden seine Karriere. In der folgenden Saison versuchte er zwar ein Comeback, musste aber 1980 im Alter von 28 Jahren schließlich doch seine aktive Laufbahn beenden. Insgesamt bestritt er 86 Erst- und 15 Zweitligaspiele. Größte Erfolge waren seine Berufung in die schwedische U23-Auswahl 1975, bei der die finnische Auswahl mit 3:2 besiegt wurde, und 1976 der Gewinn des Svenska Cupen.
Karlsson übernahm nach seinem Karriereende den Posten des Torwarttrainers bei AIK. Bis 1998 füllte er den Posten aus, unterbrochen nur durch ein zweijähriges Intermezzo bei IF Brommapojkarna. In den 1980er Jahren und von 1995 bis 1998 war er zudem bei der Torwarttrainerausbildung für den Svenska Fotbollförbundet tätig. Seit 1997 ist er Sportchef der Jugendabteilung bei AIK.